# Afak (Zeitschrift)
Die osmanische Zeitschrift Afak (osmanisch: آفاق; DMG: Āfāq, deutsch: „Horizonte“) erschien zwischen 1882 und 1883 in insgesamt sieben Ausgaben in Istanbul. Die Redaktion bestand aus Muallim Naci, Mehmed Şükrü, Tevfik Rıza sowie Mehmed Nadir und A. Kamil. Die Zeitschrift enthält Gedichte und Artikel von Arif Hikmet, Muallim Feyzi (auch bekannt als Acem), Reciazade Celal und Giritli Sırrı Pasha. Darüber hinaus wurden Übersetzungen von Gedichten und Prosatexten, vor allem von französischen Autoren wie Diderot, Fénelon, Herder und Lamartine, sowie Artikel zu wissenschaftlichen Themen veröffentlicht. In den Jahren nach der Tanzimat-Zeit avancierte Afak zu einer der Zeitschriften, die eine Annäherung von Ost und West anstrebten.